# Jimmy Durante
James Francis Durante (10. února 1893 – 29. ledna 1980) byl americký zpěvák, klavírista, komik a herec. Jeho hrubý a hluboký hlas, dělnický přízvuk typický pro manhattanskou Lower East Side, komické komolení mluvy, jazzem ovlivněné písně a výrazný nos mu pomohly k velké popularitě, jenž přetrvala od 20. až do 70. let 20. století. Svůj nos často označoval jako schnozzola (z jidišského slangového slova schnoz) a toto slovo se stalo jeho přezdívkou.

## Mládí

### Dětství
Durante se narodil na Lower East Side v New Yorku. Byl nejmladší ze čtyř dětí narozených Rose (Lentino) a Bartolomeovi Durante, imigrantům ze Salerna v Itálii. Otec Bartolomeo byl holič. Mladý Jimmy sloužil jako ministrant v římskokatolickém kostele v Saint Malachy, známém jako herecká kaple.

### Raná kariéra
Durante školu opustil v sedmém ročníku, aby se stal ragtimovým klavíristou na plný úvazek. Nejprve hrál se svým bratrancem, který se také jmenoval Jimmy Durante. Vystupovali jako rodinné duo, ale pro svého bratrance byl příliš profesionální. Následně se živil jako barový pianista a získal přezdívku "ragtime Jimmy", než vstoupil do jednoho z prvních významných newyorských jazzových orchestrů, Original New Orleans Jazz Band. Durante byl jediným členem nepocházejícím z New Orleans. Jeho rutina dávající každé písni vtip, s harmonií kapely nebo orchestru po každé linii, se stala ochrannou známkou jména Durante. V roce 1920 byla skupina přejmenována na Jazz Band Jimmyho Duranta.
Jimmy Durante byl bílým kapelníkem, který v živé kapele uváděl černé hudebníky, například Achille Baquet, který hrál a nahrával v Duranteho Originální New Orleans Jazz Bandu (1918–1920).

## Popularita
Do poloviny dvacátých let 20. století se Durante stal vaudevilovou hvězdou a osobností rádia v triu zvaném Clayton, Jackson a Durante. Lou Clayton a Eddie Jackson, nejbližší přátelé Duranteho, se v následujících letech často setkávali s Durantem. Jackson a Durante se objevili v muzikálu Cole Portera The New Yorkers, který se byl proveden na Broadwayi 8. prosince 1930. Dříve ve stejném roce se tým tentokrát objevil ve filmu Roadhouse Nights, zdánlivě založený na novele Dashiell Hammetta Red Harvest.
V roce 1934 zaznamenal Durante významný rekordní hit s jeho novinkou "Inka Dinka Doo" s textem Ben Ryana. Stala se jeho ústřední skladbou po celou dobu jeho života. O rok později hrál Durante na Broadwayi v jevištní verzi muzikálu Jumbo Billyho Rose. Scéna, ve které policista zastavil Duranteho postavu - který vedl živého slona přes jeviště - a zeptal se: "Co děláte s tím slonem?", Po němž následovala odpověď Duranteho "jaký slon?" Bylo to pravidelné ukončení show. Tento komediální kousek, který byl také vyhlášen v jeho roli v Jumbo Billy Rose, pravděpodobně přispěl k popularitě idiomu slona v místnosti. Durante také vystupoval na Broadwayi v Show Girl (1929), Strike Me Pink (1934) a Red, Hot and Blue (1936).

## Filmografie
- Get-Rich-Quick Wallingford (1921)
- Roadhouse Nights (1930)
- The New Adventures of Get-Rich Quick Wallingford (1931)
- The Cuban Love Song (1931)
- Jackie Cooper's Birthday Party (1931)
- The Christmas Party (1931)
- Hollywood on Parade: Down Memory Lane (1932)
- The Wet Parade (1932)
- Hollywood on Parade (1932)
- Speak Easily (1932)
- Blondie of the Follies (1932)
- The Phantom President (1932)
- Give a Man a Job (1933)
- What! No Beer? (1933)
- Hollywood on Parade No. 9 (1933)
- Hell Below (1933)
- Broadway to Hollywood (1933)
- Meet the Baron (1933)
- Palooka (1934)
- George White's Scandals (1934)
- Strictly Dynamite (1934)
- Hollywood Party (1934)
- Student Tour (1934)
- Carnival (1935)
- Land Without Music (1936)
- Start Cheering (1938)
- Sally, Irene and Mary (1938)
- Little Miss Broadway (1938)
- Melody Ranch (1940)
- You're in the Army Now (1941)
- The Man Who Came to Dinner (1942)
- Two Girls and a Sailor (1944)
- Music for Millions (1944)
- Two Sisters from Boston (1946)
- It Happened in Brooklyn (1947)
- This Time for Keeps (1947)
- On an Island with You (1948)
- The Great Rupert (1950)
- The Milkman (1950)
- Screen Snapshots: Hollywood Premiere (1955)
- The Heart of Show Business (1957)
- Beau James (1957)
- Pepe (1960) (Cameo)
- The Last Judgment (1961)
- Billy Rose's Jumbo (1962)
- El mundo está loco, loco, loco (1963)
- Alice Through the Looking Glass (1966)
- Just One More Time (1974)